# 2019冠状病毒病对日本医疗的影响
本列表介绍2019冠状病毒病疫情对日本医疗造成的影响及相关报道。

## 医療品
- 4月15日，NISSHA開始自行製造防護面罩，接受訂單預約，目標為国内10万個，海外7万個[1]。帝人計劃6月尾前提供900万套医用罩衣[2]。
- 4月15日，歐姆龍指由於要求探熱的公司愈來愈多，3月收到大量体温計訂單，是前一年同月的2.7倍，正透過假日加班增產[3]。
- 4月16日，大阪府呼籲捐贈雨具，代替医用防護衣[4]。
- 4月19日，IHI決定銷售發燒者檢測系統，能在人通過相機前方的瞬間測出他的表面温度，幫助找出懷疑感染COVID-19的人。商品使用紅外線相機測定表面温度，並加入人工智能進行臉部辨識[5]。
- 5月25日，厚生勞動省表示，国家提供給医療機構的酒精消毒液出現投訴，包括「濃度太低，不能用作医用」等。厚勞省此前與廠商斡旋，方便医療機構購買供應緊張的消毒液。手術時需要濃度70-80%左右的消毒液，有產品的濃度卻只有50%左右。產品每公升有2000日圓的差價，医療機構亦無法選擇產品種類或退貨。不少医療機構投訴稱「濃度太低」，「是不是欺詐」，甚至有醫院拒絕接收。厚勞省表示，「由於事發緊急，已透過自治体及医師会，告知價格及濃度會有不同」[6]。

### 疫苗
- 4月20日，Takara Bio與生物企業AnGes及大阪大学等決定，共同建設疫苗量產機制。若7月臨床試驗後，9月能從厚生勞動省得到製售許可，年内預計能提供20万人份疫苗[7]。
- 4月23日，NEC宣布，已製作新型冠狀病毒感染症預防疫苗的設計圖，呼籲製藥企業共同參與開發[8]。
- 4月25日，日本医師会会長横倉認為，延期至下一年夏天舉行的東京奧運及殘奧「若疫苗未能開發，是很難舉行」。由於疾病沒有有效治療藥物，病情容易惡化轉為重症，無症状患者亦能傳染他人，横倉指「雖然正在試用已有的抗病毒藥及法匹拉韋，但若疫苗未能開發，奧運大概開不成吧」[9]。
- 4月26日，世界衛生組織表示，全世界有至少70個疫苗開發計画正在進行，日本的大阪大學有三個計画，是全國最多。按疫苗種類，可分為接種病毒DNA的「DNA疫苗」、使用病毒粒子的「VLP」方法及使用病毒本身的「去活化疫苗」。一款疫苗從實驗治療到獲承認一般需要10年，故期望確認疫苗有效安全後可「破例」允許使用[10]。
- 4月29日，比爾·蓋茨稱「只有開發疫苗，我們的生活才能恢復如常」，強調急需開發疫苗，並表示期望日本幫助克服疫情。蓋茨透過自己創立的慈善基金團体，推動傳染病疫苗開發及普及，又宣布將提供最多2億5000万美圓，協助開發疫苗[11]。
- 5月24日，厚生勞動大臣加藤表示，有意加強對国内企業研發疫苗的支援，強調「世界競争下，研發取得成果，將有力支援研發」，指「研發完再製造生產線就太遲」，認為需要同時支援研究開發及企業準備生產体制，相關費用會列入2020年度第2次補正預算案。美国及中国已開始疫苗臨床試驗，国内預計在7月開始臨床試驗[12]。
- 5月25日，AnGes與大阪大学共同開發的疫苗將於7月展開国内首個臨床試驗，爭取獲得承認，目標在2021年3月投入使用。25日，公司宣布，注射疫苗的小鼠及大鼠体内確認產生病毒抗体。臨床試驗在與公司簽訂協議的大阪市立大学醫院進行，首先會有数十名医療人員接受試驗，年内再擴展至数百人，觀察成效。使用的疫苗屬於「DNA疫苗」，生產時間較短，6-8週即可生產[13]。
- 6月4日，塩野義製藥計劃與国立感染症研究所合作，於2021年1月起向医療人員提供預防疫苗。疫苗使用昆虫細胞，製造抗原蛋白質。試驗疫苗預計於7月開始製造，年中開始臨床試驗，21年秋季左右提供給大眾使用[14]。
- 6月4日，厚生勞動省宣布疫苗研發取得進展，2021年前半可開始對国民接種，會考慮下一年舉辦的東京奧運及殘奧，完善接種体制。海外各国已有約10種疫苗開始臨床試驗，国内預計於7月起開始臨床試驗[15]。

### 免疫製劑
- 5月31日，武田藥品工業與美国、德國等海外製藥企業合作，開始研發使用血漿中抗体製作的「免疫製劑」。從康復後的患者血液提取出的「血漿」中含有攻擊病毒的「抗体」，可防禦病毒再次從外部攻擊，免疫製劑即是使用這種「免疫力」。公司準備夏季開始「高度免疫球蛋白製劑」的臨床試驗[16]。

### 治療藥物
- 4月15日，富士菲林宣布，開始增產新型流感治療藥物「法匹拉韋」，由每月4万人份提高至約10万人份，秋季左右再增加至每月約30万人份。政府將擴充儲備至200万人份[17]。
- 4月17日，因COVID-19疫情擴大而收到政府請求的Denka開始生產有機化合物「丙二酸二乙酯」，是可能有效的治療藥物「法匹拉韋」的原料[18]。
- 4月28日，政府決定，對美国吉利德科學為治療伊波拉出血熱而開發的未承認抗病毒藥物「瑞德西韋」適用醫藥品醫療機器法的「特例承認」制度，於5月上旬承認為重症患者治療藥物。美國國家衛生院及日本國立國際醫療研究中心曾用瑞德西韋嘗試治療。藥物預計會於德國及美国獲承認，日本預計會聽取厚生勞動省審議会意見後進行承認。政府另正用新型流感治療藥物「法匹拉韋」嘗試治療輕症患者，並進行觀察研究。首相在眾議院本会議表示，藥物「已在2000多宗個案使用，報告顯示可改善症状。希望能盡早承認」[19]。
- 4月29日，茂木外相表示，已收到70多国請求提供「法匹拉韋」，並決定向菲律賓、馬來西亞、荷蘭等38個国家免費提供，在政府的緊急無償資金協助100万美圓（約1億1000万日圓）下實施。運輸交由聯合國機構進行，手續完成即可發送。接收国需要向日本提供數據，以資研究。厚生勞動省向医療機構通知法匹拉韋批准手續，收集臨床資料，加速分析研究。法匹拉韋已在約1100間医療機構使用，共2000人以上患者參與，需要医療機構的倫理審查委員会事先通過，取得患者同意，並同意向厚勞省研究班提供數據[20]。
- 5月3日，政府準備於7日透過醫藥品醫療機器法的「特例承認」制度，對美國藥物公司開發的「瑞德西韋」發出使用許可。美國食品藥品監督管理局已於1日宣布，容許對重症患者緊急使用這款藥物。政府決定修改政令，將瑞德西韋列入特例承認對象。藥物在国内提出承認申請後，當局會聽取厚生勞動省的審議会意見，再進行特例承認。瑞德西韋將用於需要使用呼吸機的重症入院患者，透過静脈注射給藥，有機會產生肝臟炎症、低血壓、想吐、發震等副作用[21]。
- 5月4日，安倍首相表示，爭取於5月承認「法匹拉韋」作為治療藥物，預計提供給輕症患者使用，「已提供給3000人，臨床試驗正進行。若發現有效，會發出藥物承認，憑医生處方使用」[22]。
- 5月7日，經濟再生大臣西村表示，將支援熱帶病特效藥、抗寄生虫药「伊維菌素」相關研究。諾貝爾生理学或医学獎得主、北里大學特別榮譽教授大村曾協助伊維菌素研發。海外有報告顯示患者用藥後死亡率下降，北里大学開始臨床試驗[23]。
- 5月7日，政府開始向菲律賓、馬來西亞、比利時等44国免費提供「法匹拉韋」。計劃是100万美圓（約1億1000万日圓）緊急無償資金協助的一部分，透過聯合国發送，後期將達至80国以上。每国可獲發20人分量，最多100人分量，並需提供症状改善數據，幫助研究治療方法[24]。
- 5月7日，厚生勞動省宣布，抗病毒藥物「瑞德西韋」獲承認為新型冠狀病毒感染症治療藥物，是国内首宗特例承認[25]。
- 5月8日，東京大学醫院開始臨床研究，研究急性胰腺炎治療藥物「Nafamostat」與流感治療藥物「法匹拉韋」併用療法。東大醫院等6間醫院會讓部分住院患者使用Nafamostat及法匹拉韋，另一部分患者使用法匹拉韋，並比較兩者差異。Nafamostat可防止病毒侵入細胞，法匹拉韋可防止病毒繁殖[26]。
- 5月20日，藤田医科大学的法匹拉韋大学外專家評價委員会發表中途分析結果後，負責研究的医生土井教授宣布「安全性無問題，會繼續研究」，並表示「中途分析不是評估有效性」，認為現階段無法判断是否有效。對於有報道指，中途分析結果未能證明有效，他反駁道「中途分析並不用於判定效果」[27]。

## 檢測

### 試劑盒
- 4月10日，島津製作所宣布，4月20日起向全国的衛生研究所及檢測機構發售病毒檢測試劑盒，可令PCR檢查所需時間縮短至原來的大約一半（約1小時）[28]。
- 4月22日，日本医師会表示，擔憂樂天出售的SARS-CoV-2檢測標本採樣用具「風險高」，可能無法得到正確檢測結果，並引發混乱。用具為基因檢測公司「Genesis HealthCare」開發[29]。
- 4月29日，樂天宣布，暫停出售面向法人的病毒檢測用具。由於標本採樣不是医生、而是自身進行，日本医師会及專家此前擔心無法得到正確檢測結果[30]。

### 病毒檢測
- 4月26日，厚生勞動省準備允許牙醫採集病毒檢測所需樣本，有識者懇談会已通過提案。實施条件將由都道府縣等以書面規定[31]。
- 5月5日，政府專家会議分析為何病毒檢測不夠後，建議增加在地區設置的「地域外来、檢查中心」。專家会議指出，日本每10万人口平均檢測数為187.8件，意大利為3159.0件，美国1752.3件，韓国1198.0件，日本「明顯偏少」。檢測陽性率為5.9%，亦偏低，都市部有不少人「正待檢測」。不夠的原因包括保健所業務過多、地方衛生研究所体制待改進。由於病情可能突然轉為重症，專家會議認為必須加大檢測，早診断並給予合適治療[32]。
- 5月8日，富士胶片已開發新的病毒檢測藥物，將樣本放入装置即可自動檢測，5月中在国内發售，檢測時間可由4-6小時縮短至約75分。病毒檢測需要熟練的檢測員手工操作，若能自動化，有望提升檢測能力[33]。
- 5月17日，調查發現，有3分之1的特定機能病院為防院内感染，會在手術前進行病毒檢測。厚生勞動省發文，指無症状人士亦可在医生判断下使用公共医療保險。無感染症状的人，費用由醫院負担[34]。
- 5月19日，厚生勞動省準備對孕婦的檢測費用給予財政補助，適用於提出申請者，以消除孕婦不安。一般診療下，手術前的病毒檢測可使用公共医療保險，但出產是自由診療，保險不適用，故医療現場一直要求補助出產前的病毒檢測。福井縣及京都府已自行開始補助[35]。
- 5月24日，有愈來愈多醫院採取措施防止院内感染，並針對無症状患者，在手術前及住院前進行病毒檢測。醫院認為疫情受控下仍不能放鬆警戒，「等到第2波到來就為時已晚，若發生院内感染，手術便會陷入停頓」。厚生勞動省已批准使用公共医療保險。慶應義塾大學醫院3月出現院内感染後，4月起在住院前對患者進行病毒檢測。日大板橋醫院此前已在感染風險高的手術前進行病毒檢測，6月起會加強「嚴防對策」，對所有準備手術的患者進行檢測。高山教授指，「無發熱症状的人亦有機會傳染，若因其他疾病就診的患者不知自己感染，就會令院内感染傳播」。若情況緊急，病毒檢測會使用比PCR檢測更快出結果的LAMP法，另有醫院討論引入抗原檢測[36]。
- 5月29日，厚生勞動省考慮改變出院条件，符合標準者，即使不接受病毒檢測亦可出院。若發病滿14日，且症状連續72小時好轉，則可不接受病毒檢測即出院，當局將在專家会議認可後作出決定。此前標準需要症狀消失24小時後，接受2次病毒檢測，均為陰性方可出院[37]。
- 6月1日，小田原市立醫院發現，有因非該病入院的患者，入院前接受病毒檢測時呈陰性。患者進入單人病房留院，接受CT檢查，未有肺炎症状。患者及後從單人病房轉移至多人病房，接受治療後出院。数日後，患者因連日發燒，再次進入這醫院住院，接受病毒檢測後呈陽性。醫院得知結果後，對患者此前留院的多人病房中，患者及医療人員進行檢測，發現有7人感染病毒[38]。

### 檢測中心

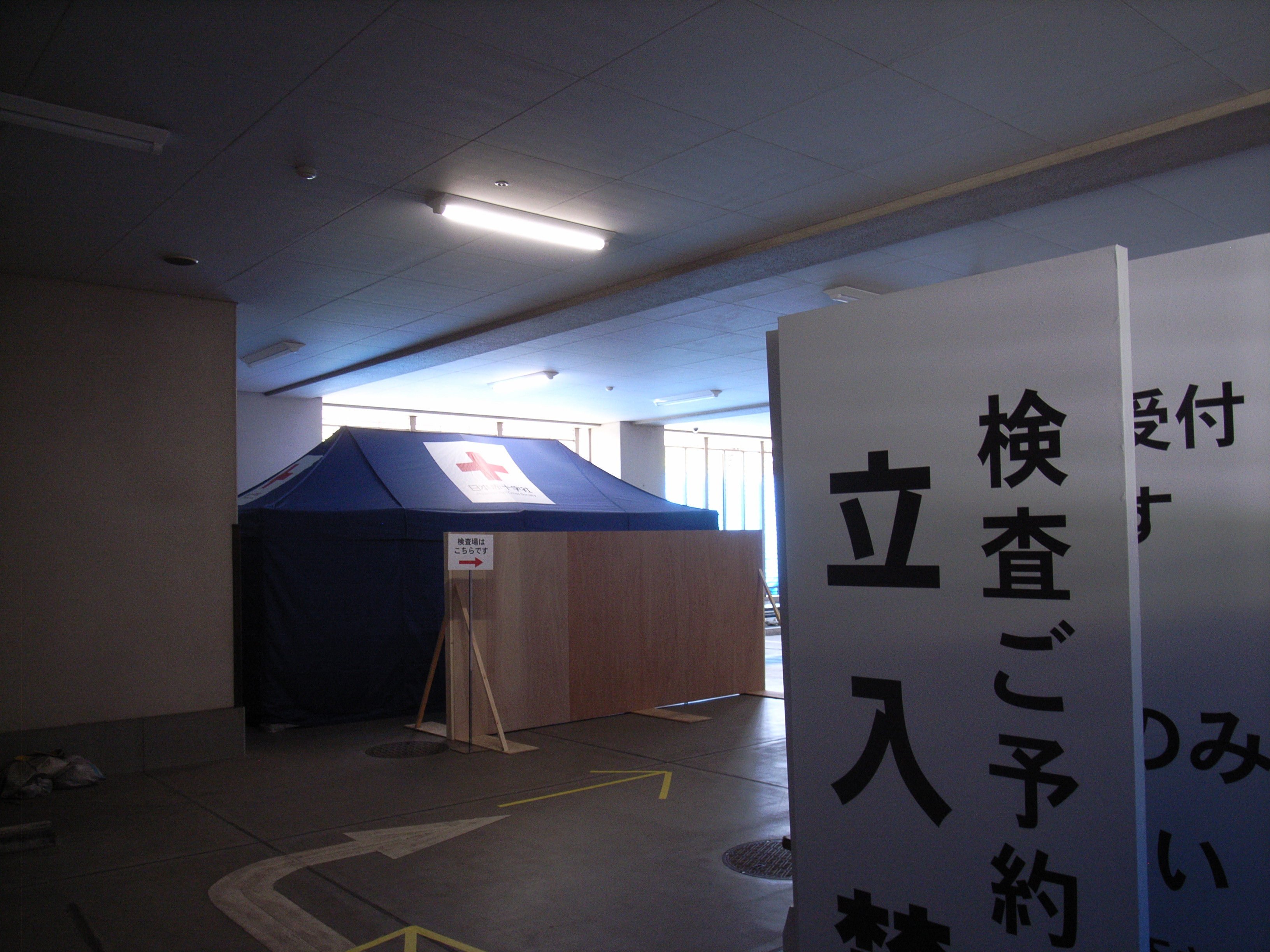
臨時搭建的PCR檢測中心（都内）

- 4月17日，東京都医師会宣布，在都内設置約10間「PCR中心（暫称）」，民眾毋須經由保健所亦可接受PCR檢測。中心由都内47間医師会與区市町村合作設立，未來將設置更多[39]。
- 4月18日，横須賀市宣布，在位於新港町的市急救医療中心停車場設立「PCR中心」，集中實施PCR檢測。門診檢測原先在市内3間醫院實施，集中至這1個地方後，可減少院内感染風險[40]。
- 4月21日，東京都医師会会長尾崎在記者会上指「不找出感染的人加以整理，是無法預防傳染」，呼籲加強檢測，並宣布計劃在開業医協助下，設立「PCR檢查中心」[41]。
- 4月24日，横須賀市在市急救医療中心停車場開設即檢即走式「PCR中心」採集檢測樣本，需時約10分，預計1日服務60人左右[42]。

### 得來速病毒檢測
- 4月17日，厚生勞動省向都道府縣發出事務聯絡，指可以用「得來速」方式進行病毒檢測，乘客毋須下車即可接受診斷及檢查[43]。
- 4月22日，大阪府新型冠狀病毒對策協議会表示，將開設得來速及免預約檢查場檢測是否感染[44]。
- 4月23日，因應病毒檢測需求增加，江戶川区與区医師会推出「得來速方式」服務，患者毋須下車即可接受檢查。患者需要先諮詢区内的社區医生並獲得許可，檢測由46名医生輪換進行[45]。
- 4月28日，東京都町田市與市医師会合作，開設以「得來速方式」檢測病毒的「地域外来、檢查中心」。中心設於因疫情關閉的Sun町田旭体育館地下停車場，市医師会派遣医生，隔著車窗從患者的鼻部採集樣本。樣本會送至民營檢查機構，翌日出結果[46]。
- 5月1日，横濱市公布，有5名病毒檢測實際為「陰性」的男女收到錯誤的「陽性」結果。產生錯誤的是得來速方式簡易檢測，受市委託的民間檢測機構將5人判為陽性，及後再檢測發現是陰性，已向5人說明失誤[47]。

### 唾液病毒檢測
- 5月2日，国内外均有不少研究，討論用唾液進行病毒檢測，厚生勞動省亦認為這種檢測方法風險較低。北海道大学的豐嶋教授已開始研究，對手術前的患者檢測鼻部及唾液病毒，防備無症状感染者。豐嶋教授認為，「用唾液做檢測可能會在日後成為主流方法」。厚生勞動省表示「正考慮列入檢測方法之一」。大阪大学微生物病研究所教授松浦指，「若顯示病毒長時間存在，方法將大有希望」[48]。
- 5月16日，Takara Bio準備獲厚生勞動省許可後，於5月尾發售用唾液檢測的病毒檢測試劑。唾液採集可自行完成，檢測者可以在家採集後郵寄至檢測機構，從而令更多人有機會接受檢測[49]。
- 5月28日，長崎大学校長河野等人的研究團隊確認，由確診個案唾液檢出的病毒量比鼻子深處更多。停泊在長崎縣的歌詩達大西洋号有144名船員確診，研究圍繞當中63人進行，在確診約3星期後，由唾液及鼻子深處採集樣本，透過病毒檢測，測定病毒數量。結果顯示，有26人唾液中病毒更多，3人鼻子深處的病毒更多。再次檢測呈陽性個案中，有28人是唾液（44.4%），6人是鼻子深處（9.5%），另有34人兩者均為陰性（54.0%）[50]。
- 6月2日，厚生勞動省發出通知，修正国立感染症研究所的唾液病毒檢測樣本採集手冊。通知指，唾液是有效檢測病毒的手段，推薦在發熱起9日內採樣，這時病毒量被認為是最多。由於唾液是由患者自己採集，面向医療人員的防疫手冊亦有改訂，收回樣本樽時可以只戴手套及口罩[51]。

### 訪問診療病毒檢測
- 5月24日，新宿区医師会將在月內啟用系統，方便訪問診療医生進行病毒檢測。系統會在國立國際醫療研究中心内設立「檢測點」，由訪問診療医生領取防護用具後上門檢測，取回樣本，2日以内出結果。由於不少高齡者行動困難，無法前往檢測所，此前應對一直有漏洞，引入系統後可早期掌握感染状況，防止疫情擴散。負責訪問診療的診所医生此前因無法獨自準備好防護用具，難以上門採檢。日本在宅救急医学会代表理事横田表示，「為防止第2波疫情，有必要改進全国体制」[52]。
- 5月25日，厚生勞動省通知自治体，医療照顧兒童可在家中接受病毒檢測。若家人感染，需照顧兒童要入院，則可在家中接受病毒檢測。有的兒童無法自己呼吸，難以進食或不能外出，志願團体「Wings」調查顯示，此前有不少声音對此感到不安，不知確診後誰能陪伴入院，或認為治療資訊不足[53]。

### 地域醫院病毒檢測
- 5月24日，作為地域基幹醫院的横濱綜合醫院已做好準備，可自行進行病毒檢測，應對緊急事態宣言解除後，可能發生的第2波疫情。檢測面向經地區診所轉介，或院内診斷後認為需要檢測的人，檢測後2小時多即有結果。檢測在院内設置的帳篷內進行，由穿著防護服的医療人員處理。負責員工中，有人表示「晴天時有熱氣及湿氣，滿身汗，雨天時防護服會打濕，室外診斷很麻煩」。有發燒或呼吸困難者會分配至另外的帳篷，或在患者的車內進行診療及血液檢測，防止院内感染[54]。

### 抗原檢測
- 4月27日，厚生勞動大臣加藤表示，「富士Rebio」已遞交申請，請求批准可快速判定是否感染病毒的「抗原檢測」。申請可能在5月中獲批，引入臨床使用。醫護採集鼻深處的粘液後，放入檢測用具，15分左右即有結果，與流感快速測試原理相同。由於PCR病毒檢測需耗時4-6小時，患者通常需要等待数日至1星期才能檢測，若檢測用具獲實際應用，可在短時間內對患者完成檢測。這技術已有数間公司進行開發，當局正檢討PCR檢測及抗原檢測各自的應用場面[55]。
- 5月8日，Miraca Holdings研發的「抗原檢測」工具在国内率先實用化，可快速檢測是否感染病毒。厚生勞動省預計在一星期後發出認可，認可後將加快檢測速度[56]。
- 5月12日，厚生勞動大臣加藤表示，「富士Rebio」4月遞交申請的「抗原檢測」盒將於13日獲承認。抗原檢測可在15分左右判定陽性，30分左右判定陰性，大幅加強檢測能力。公司每星期提供20万次檢測[57]。
- 5月21日，栃木縣知事福田在全国知事会上，認為「應由国家決定抗原檢測對象人士」。厚生勞動省發布的指引中，並不推薦無症状人士接受抗原檢測。當局準備優先向全国的特定機能病院及救命救急中心提供檢測盒，但沒有明確表示哪些人應接受檢測，有保健所感到無所適從[58]。
- 6月5日，日立製作所及東芝與檢測試劑製造商「富士Rebio」合作，支援「抗原檢測」盒的生產。厚生勞動省已於5月對富士Rebio的檢測盒批出国内首個許可，並納入公共医療保險對象。日立及東芝計劃協助增強国内的檢測能力，以備疫情出現「第2波」再流行。抗原檢測可在急救患者進入医療機構前，以及對回国者防疫時進行，與需要時間等待結果的病毒檢測相輔相成[59]。

### 抗体檢測
- 5月13日，東京都每月進行3千次檢測是否感染過病毒的「抗体檢測」，透過分析各地區抗体保有率，幫助提高診断率及進行流行病学調查。都的外圍團体東京都医学綜合研究所設置檢測儀器，與都立、公社醫院合作檢測，分析則由東京大學先端科学技術研究中心負責。透過在各地持續進行抗体檢測，可調查抗体保有率，幫助防止疫情擴大[60]。
- 5月22日，厚生勞動省將於6月初旬起，在東京、大阪、宮城對1万人左右進行抗体檢測，以掌握疫情情況。當局可藉此確認無症状等感染者佔比，檢討未來政策。各地將有20歲以上的男女約3000人提供血液，用於檢測是否有一定程度以上的抗体。抗体檢測有精度問題，有機會將陰性判定為陽性，調查透過使用新款装置，提高檢測精度。加藤厚勞相表示「目的是確認免疫獲得状況，將用於防疫政策」[61]。
- 6月1日，東京大学先端科学技術研究中心及福島縣平田中央醫院公布，在調查是否曾感染的抗体檢測中，有90%經簡易檢測盒檢測呈陽性者，接受精密檢測後發現是陰性。平田中央醫院有680名医療及照顧人員接受簡易檢測盒（免疫層析法）檢測，當中58人呈陽性。及後進行的精密檢測中，有52人實際是陰性，佔約90%。東京大学先端科学技術研究中心名誉教授兒玉表示「雖然檢測有助於掌握感染個案，但需要進行精密檢測及PCR檢測等，才好判断」[62]。
- 6月1日，厚生勞動省在東京都、宮城縣、大阪府，展開約1万人的抗体檢測。調查透過各自治体幫助實施，採集約3000名20歲以上男女的血液，尋找感染者。東京預計有3000人接受檢測，分布於板橋区、豐島区、練馬区。接受檢測者會收到請求信，在指定的檢測地採血，統計檢測結果後，可得知感染者在人口的佔比。當事人可在最遲6月下旬收到自己的結果[63]。

### 專用檢查場
- 4月21日，大阪府考慮設立專用檢查場，大阪府吉村知事指「應準備專用於檢查的地方」，府對策協議会正討論議題[64]。

## 感染應對

### 發熱者門診
- 5月4日，群馬縣高崎市在市夜間休日急病診療所開設「發熱者門診」，並邀請傳媒采訪。市医師会的医生、護士、放射師輪流工作，在周六及休息日接待事先電話預約的患者[65]。

### 無症状感染者
- 5月2日，英國倫敦國王學院教授澀谷健司表示，「無症状感染者的存在增加院内感染危險。為保護医療人員及患者，国家與医療方面有必要合作，致力於加大檢測力度及擴充防護用具」[66]。

### 請求避免來訪

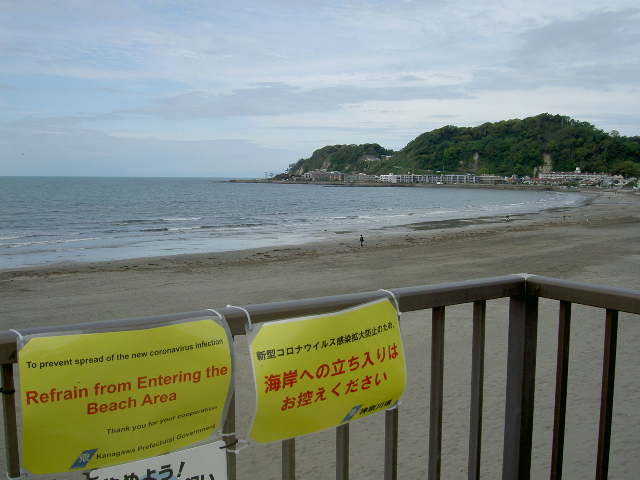
禁止進入的湘南海岸

- 4月25日，神奈川縣的湘南地域沿海道路未有明顯擠塞，當局此前因應疫情發出避免外出請求，但道路仍一度擠塞。縣於23日起放置提示牌，呼籲避免前来，国道的電子顯示屏亦打出「現在不要來神奈川」字樣[67]。

### 自發性自我約束
- 5月26日，緊急事態宣言全面解除後，考慮到病毒有機會再流行，不少觀點認為，經濟難以在短時間內達至「V字回復」。政府正制定2020年度第2次補充預算，計劃提振經濟。基本的對處方針等諮問委員会委員小林慶一郎表示，經濟活動正常化需要完善的医療及檢測体制，「若大家仍害怕感染，自發性自我約束可能會持續」。經團連会長中西宏明表示理解政府方針，指方針會「做好防疫及經濟，完成困難任務」。野村綜合研究所的木内登英稱，受緊急事態宣言影響，5月的個人消費減少約11.2兆日圓。野村証券的美和卓認為，7-9月期起的經濟回復相信會較緩慢，「較大機會成為Ｌ字形」，擔心業績不好的企業減少設備投資，個人消費在工資下降下停滯[68]。

### 停業請求
- 4月25日，大阪府引用修例後的新型流行性感冒對策特別措置法45条，公布6間未理會COVID-19停業請求的波子機店名。這是全国首次公布有關設施名稱，東京都、兵庫縣、茨城縣亦準備公布店名。吉村知事稱「以知事的判断及責任，做出了最終決定。為守護府民生命，有必要這樣做」[69]。（見下文）
- 4月26日，已有44個都道府縣因應疫情下的緊急事態，請求遊樂設施等機構停業。當中有37個都道府縣計劃向同意請求的機構發放「協力金」等金錢援助[70]。
- 5月2日，濱松市市長鈴木表示，預計於原定的7日解除市自行發出的停業請求（面向飲食店等），並稱需要考慮商戶苦境及嚴峻的經濟情況，「必須思考無止境約束經濟活動的限度」，認為有必要緩和對地區經濟產生的負面影響[71]。
- 5月6日，不屬於「特定警戒都道府縣」的縣中，有17縣（青森、岩手、宮城、秋田、新潟、山梨、長野、静岡、和歌山、岡山、山口、香川、高知、佐賀、長崎、熊本、鹿兒島）準備在長假最後一日，解除對店鋪及設施的停業請求。無確診個案的岩手縣宣布，波子機店及夜店等18個行業的停業請求於6日結束。達增知事表示，「要考慮維持社会經濟活動。店鋪等的防疫措施會較現在更加強」。有6個縣（栃木、福井、滋賀、宮崎、沖繩縄、福島）則決定，在緊急事態宣言生效期間繼續維持停業請求。奈良縣決定將停業請求延長至31日，荒井知事指「附近有大阪及京都等大都市圈，若放緩措施，有機會引致疫情擴大」[72]。
- 5月15日，大阪府考慮到自行制定的解除基準（大阪模式）已達到，決定於16日取消停業請求。吉村知事表示，當局「目標是能維持經濟活動，創造與病毒共存的社会。將繼續保持警惕」。電影院、百貨店、大学等，以及建築面積1000平方米以下的遊技設施，收到的停業請求將失效，條件是遵從當局手冊，保持避免外出及避免舉行活動，並使用登記郵件地址的「大阪冠狀追跡系統」，方便當局處理確診個案[73]。
- 5月15日，東京都提出最近7日平均新增個案少於20宗等七項指標，評估如何階段性解除對商戶發出的停業請求，將於次星期正式決定為「路線圖」。指標包括①新增個案数，②感染路徑不明者佔比，③以週為單位的增減趨勢，④重症患者数，⑤入院患者数，⑥病毒檢測陽性率，⑦就診諮詢次数，當中會特別重視①-③[74]。
- 5月22日，東京都制定放寬商戶停業請求的「路線圖」。放寬為分階段解除，有「最近7日平均新增個案少於20宗」等七項指標。放寬範圍分為3階段，[第1階段]涵蓋学校及圖書館，食肆可營業至「晚間10時為止」，活動舉辦時可「最多50人」，都立校上學日分階段增加。為準備「第2波」到來，將加強医療体制，目標為每日進行1万次病毒檢測。[第2階段]涵蓋戲院及商業設施，[第3階段]則列明網吧及波子機店等。進入第1階段後，室内運動設施可舉行閉門賽事及東京奧運訓練[75]。
- 5月23日，東京都以外的4道縣公布宣言解除後，停業請求的解除計劃。神奈川縣計劃解除所有行業的停業請求，改為請求依指引進行防疫對策及縮短營業時間，對象包括夜店及Live House等。千葉縣計劃分階段解除，並考慮感染風險，將店舗、設施分為4類，當中風險較低的圖書館及博物館已於22日解除，會每星期考慮解除範圍。埼玉縣提出新增個案及重症床位占有率等4項指標，並依照這些指標列出解除的行業。北海道於25日解除圖書館及小規模商業設施等的請求，有接待服務的飲食店及卡拉OK店除外，鈴木知事表示「會注視国家的動向，考慮重新評估」[76]。
- 5月25日，因應緊急事態宣言解除，東京都於26日早間0時起放寬對商戶的停業請求，決定重開圖書館及博物館，食肆可營業至晚間10時。若疫情未有惡化，有望於月末進入第2階段。神奈川縣決定，27日早間0時起解除對所有行業的請求，改為請求縮短營業時間至晚間10時。千葉縣於26日早間0時解除對大学及戲院的請求，對食肆發出的晚間7時後不銷售酒類請求放寬至晚間10時，波子機店及健身房等於6月1日解除。埼玉縣決定，解除避免外出請求及對商戶的停業請求。北海道解除大部分停業請求，提供接待服務的食肆及卡拉OK店除外[77]。
- 5月27日，兵庫縣宣布，6月1日早間0時起，全面解除因疫情對民間設施發出的停業請求。井戶知事表示，「指針是為首都圈及北海道制定，縣内商戶等不了」。對於發生群聚感染（感染集團）的夜店及Live House等地，政府政策是6月中旬重開，兵庫縣則比這更早。大阪府計劃於29日判断。大阪府知事吉村稱，「判断時會考慮是否有防疫指引等」[78]。
- 5月28日，大阪府準備於6月1日早間0時起，解除因疫情對Live House等發出的停業請求，將於28日下午的府對策本部会議正式決定。兵庫縣、京都府已決定6月1日起全面解除請求，關西圈的經濟社会活動即將全面重開[79]。
- 5月29日，東京都宣布，6月1日起放寬因疫情對商戶發出的停業請求，進入第2階段。同日早間0時起，電影院、健身房、百貨店等商業設施可開始營業。在都内確診個案增加下，小池知事指「專家已提出意見，認為可以在徹底執行防疫措施下，進入下一個階段」，表示「將推行應對第2波（疫情）的新日常」[80]。
- 5月29日，北海道準備於6月1日早間0時，解除仍生效的停業請求，包括運動俱樂部、卡拉OK房、網吧、波子機店、電影院等。雖然有意見指應繼續停業請求，但當局認為應回復經濟及社会活動。若疫情再次爆發，將重新發出停業請求[81]。
- 6月1日，東京都決定，進入停業請求解除3階段「路線圖」的第2階段，解除範圍擴大至劇院、劇場、学習班、健身房、商業設施等。雖然感染路徑不明者比例達到52.9%，超過「東京Alert」水準，但當局認為「掌握疫情情況並不困難」，決定進入新階段[82]。
- 6月4日，東京都為警戒疫情「第2波」，已發出「東京Alert」，不過停業請求範圍內的店鋪，有愈來愈多已恢復營業。當中較為顯著的是波子機店，已有90%恢復營業。不少店鋪指「若不恢復營業，經營者及員工生活會陷入困難」，令人懷疑停業請求是否有效。都内已根據停業請求範圍的分階段放寬路線圖（行程表），於1日起進入「第2階段」，解除對商業設施等發出的停業請求[83]。

### 請求避免移動
- 4月25日，長野縣在縣内高速公路交匯處，呼籲縣外人士不要前往訪問。上信越自動車道長野交匯處附近放置了提示牌，寫道「長野縣現正請求避免往来！」當局並透過車輛號牌統計縣外車輛数量，早間9時起30分共有約2成車是縣外號牌[84]。
- 5月27日，中国地方知事会決定，6月1日解除廣島、岡山、鳥取、島根、山口5縣因應疫情，發出的避免在5縣間移動的呼籲。至於是否繼續請求不要前往關西等其他地方，則留給各縣判断[85]。

### 請求停止使用
- 東京都為防疫情擴散，依新型流行性感冒等對策特別措置法，自2020年4月11日起向商戶請求停用設施。5月15日，公布已向未理會請求，繼續使用的4間設施發出停用請求。當局確認設施已停用後，便會刪去設施名及所在地[86]。

### 停業指示
- 5月1日，兵庫縣開始依修例後的新型流行性感冒對策特別措置法，準備發出「休業指示」。對象為未理會停業請求、繼續營業的神戶市内3間波子機店，若發出指示，將是全国首例。都道府縣請求停業分為3階段，分別是「協助請求」「請求」「指示」，指示是最重措施，商戶有法律義務遵從[87]。有店鋪仍繼續營業。
- 5月1日，神奈川縣職員訪問保土谷区的波子機店，遞交修例後的新型流行性感冒對策特別措置法下發出的「休業指示」。這1間店鋪未理會此前的疫情下停業請求，被公開店名，此後仍繼續營業。縣公開未理會停業請求的6間店鋪名稱後，有4間店鋪同意停業，剩下1間亦準備停業[88]。

### 孕婦停業
- 5月1日，厚生勞動省將向男女雇用機会均等法指引增添規定，指有義務容許對COVID-19感染感到壓力的孕婦休息。規定修訂針對企業對待孕婦的指引，準備要求企業容許医生要求的在家工作及暫停上班，將在向勞動政策審議會諮詢後實施[89]。

### 兼職診療
- 5月2日，東京女子医大醫院於4月6日向医生發放文件，要求停止兼職診療（外勤），其他確診個案較多的東京都大学醫院亦基於防傳染考慮，準備限制醫生去其他醫院兼職診療。若醫生在派遣地點為確診個案診療，或是無合適預防措施下診斷確診個案，將被要求停止進行。兼職診療常見於年輕医生，他們人工較低，為增加收入，普遍都有進行，對派遣地點的醫院而言，亦是確保人才的重要手段[66]。
- 5月2日，日本大學醫院於4月10日通知派遣地點，為防感染從大学醫院擴散，已要求停止兼職診療（外勤）。派遣地點稱「人手不足，地區医療面臨崩潰」，有生活需要的医生亦表達不滿。医学部長高山日大則表示，「相關醫院最初提出投訴，及後各醫院均考慮到疫情風險，認同應對的必要性」，準備向医生提供補助金[66]。

### 蓋印、面對面手續調整
- 4月26日，因應疫情擴大，政府準備更改行政手續上的蓋印及應對安排，緊急經濟對策所需手續將優先處理，具體留待規制改革推進会議討論[90]。
- 5月17日，在疫情影響下，人們改變生活方式，戴上口罩，行政機構及企業亦需要做出改變，重新審視慣例下的蓋章主義及書面主義。若加速推進電子化，可幫助遠端工作，減少交通時間，提高生產力。問題主要在於金融機構及大型製造商等「大企業」，以及政府及自治体等「官方機構」。經團連会長中西認為「蓋章是不需要」，安倍首相亦明確表示，會「重新審視提交書面及蓋章等習慣、法令」。分析認為，疫情是推動改變長年慣例的絕好機会，需要盡速推動[91]。

## 保健所
- 4月27日，厚生勞動省及全国保健所長会指，全国共有468間保健所，過去20年因機構改編減少2成。3月調查顯示，不少保健所稱「缺少人員、預算，不少保健師負荷過重」，「幾乎需要所有人24小時處理」，「擔心愈來愈多的職員精神上無法支撐」。政府專家會議建議減輕保健所負担，強化保健所体制，推進離職保健師復職，委託民營機構處理部分業務[92]。
- 5月8日，厚生勞動省公布新的「諮詢、受診指引」，明確懷疑感染時，何時應諮詢保健所。此前版本需要「感冒症状、37.5度以上的發燒持續4日以上」或「感到強烈疲倦、呼吸困難」，新的指引改為「有呼吸困難、強烈疲倦、高燒等強烈症状」，「對於高齡者等易演變為重症的人，有發燒、咳嗽等相對較輕的感冒症状」時，就要諮詢保健所窗口等開設的「歸国者、接触者相談中心」。出現「難以感受味道及氣味的症状」時亦可諮詢[93]。
- 5月10日，大阪府使用ICT（資訊及通訊科技），引入輕症及無症状感染者健康状態追蹤系統。確診個案可在智能電話等裝置上輸入体温、咳嗽、呼吸困難等13項資訊，透過網絡分享給保健師及府的負責部門。国家準備在全国範圍內使用這個系統[94]。
- 5月16日，全国保健所長会副会長白井於15日出演「深層NEW」節目，介紹保健所機能相關議題，指現状是「有的政令指定都市保健所為1間，行政改革下，保健所職員被削減人手」[95]。

## 治療
- 4月21日，厚生勞動省計劃引入新系統，令確診個案本人及医療機構能透過電腦及智能電話輸入体温及咳嗽等症状。新系統暫名「新型冠狀病毒感染者等資訊把握、管理系統」，旨在令保健所高效收集及管理資訊，減輕工作負担[96]。
- 4月21日，位於愛知縣大口町的櫻綜合醫院開始採用電話復診、得來速付費模式，令患者毋須外出，減少感染風險。高齡患者的家人可電話諮詢医師，並前往專用窗口領取處方[97]。
- 4月24日，大阪府與軟件開發公司「Cybozu」共同開發軟件系統，令医療機構及自治体可線上分享在酒店療養的輕症患者資訊，有望減輕保健所負担，提高工作效率。患者可透過智能電話回答保健所的提問，當局透過分享的資訊，可及時發現有機會轉為重症的患者並將其送院[98]。

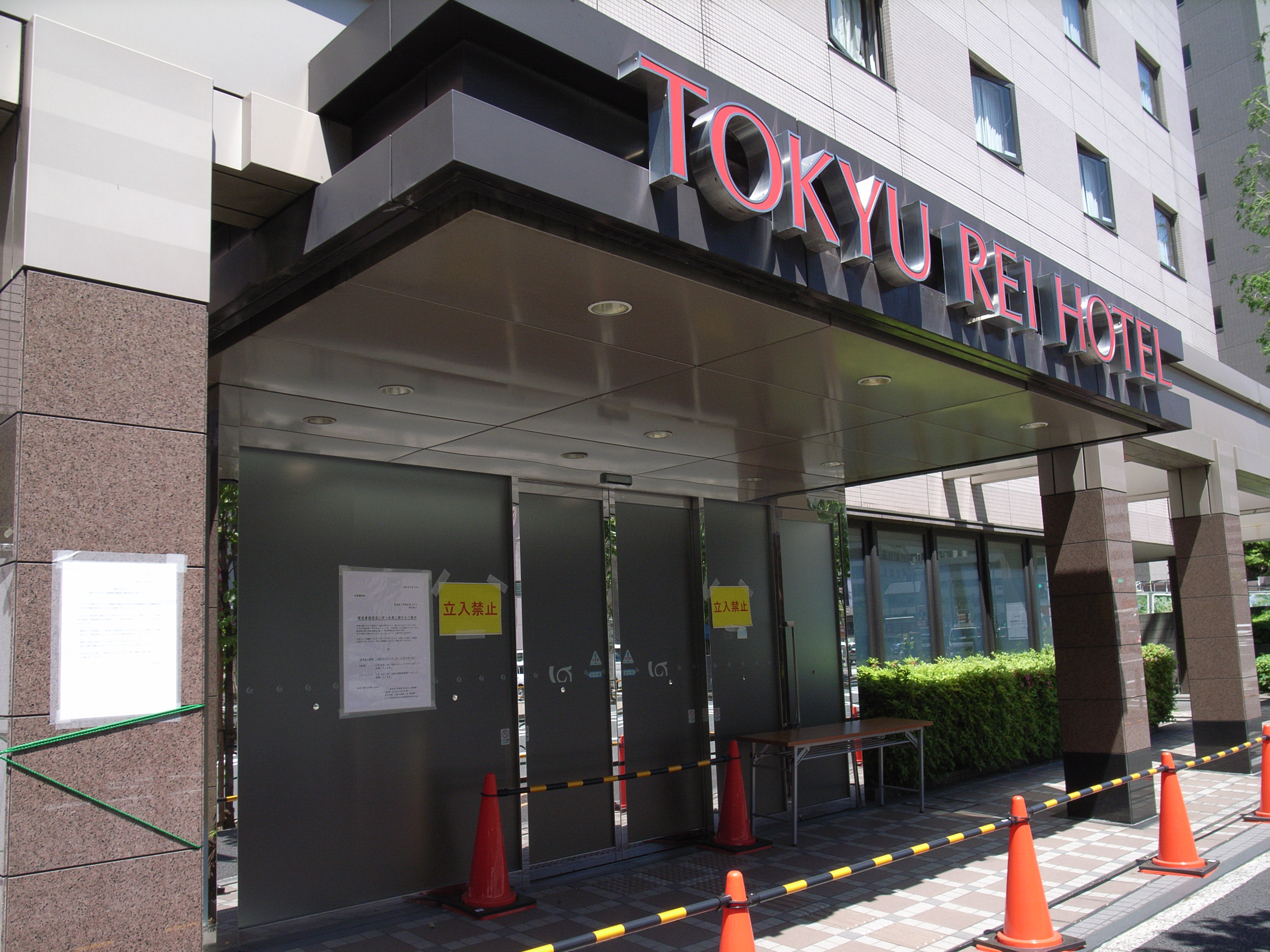
收容輕症患者的東京虎之門東急REI酒店

- 4月25日，東京都知事小池在記者会上表示，有228間機構（共約2万2200室）響應號召，願意成為輕症者療養酒店，租用手續將於4月中開始。此前輕症患者主要是在家療養及酒店療養，考慮到家庭内感染風險，以後只會送入酒店[99]。
- 4月30日，政府準備支援臨時医療設施，供需要吸氧的中等症患者使用。當時輕症患者原則上在住宿設施療養，需要人工呼吸器的重症患者及中等症患者則在醫院治療。若確診個案出現爆發式增長，醫院可能只能提供給重症患者及容易轉為重症的長者使用。支援方案中，都道府縣會在廣場內設置帳篷、組合屋，或是用体育館、公民館接收中等症患者，當局會使用緊急經濟對策中的新交付金制度等方式，支援都道府縣及医療機構[100]。
- 5月3日，大阪府宣布，將民營的「阪和第二醫院」用作治療專用醫院，是繼5月中旬的大阪市立十三市民醫院後，第2間專用醫院。十三市民醫院用於接收需要吸氧的中等症狀患者，阪和第二醫院接收有較高風險轉為重症的輕症高齡者[101]。
- 5月11日，福岡縣医師会準備在縣内全域，向輕症以上確診個案投用流感治療藥物「法匹拉韋」。藤田医科大學等機構参加臨床研究，各醫院申請及倫理委員会審查後即可使用法匹拉韋，得出研究結果。醫師會期望今後能透過縣參與臨床研究，在沒有倫理委員會的医療機構及酒店亦使用法匹拉韋[102]。
- 因應2019新型冠狀病毒疫情，為防止人員密集，5月13日起容許網上診療提供初診服務，此前只能提供覆診服務[103]。
- 5月30日，厚生勞動省考慮更改確診個案出院標準。若發病滿14日，且症状消失滿72小時，則不需要接受病毒檢測。此前需要症状消失後，接受2次病毒檢測，均為陰性方可出院[104]。

## 火葬
有傳染風險的遺體可放入不透明屍袋（用於處理生物性危害風險的雙層遺体收納袋），24小時内實施火葬。3月29日死於新型冠狀病毒感染症的志村健為防傳染直接火葬，近親亦不能瞻仰遺体。4月23日染疫去世的岡江久美子就曾獲丈夫大和田獏隔玻璃窗探望。

## 其他
- 4月18日，厚生勞動省宣布流感季結束，停止公布確診状況，比平常年份早1-2個月。厚勞省認為「可能是新型冠狀病毒疫情下，大家貫徹疾病預防措施產生的效果」[107]。

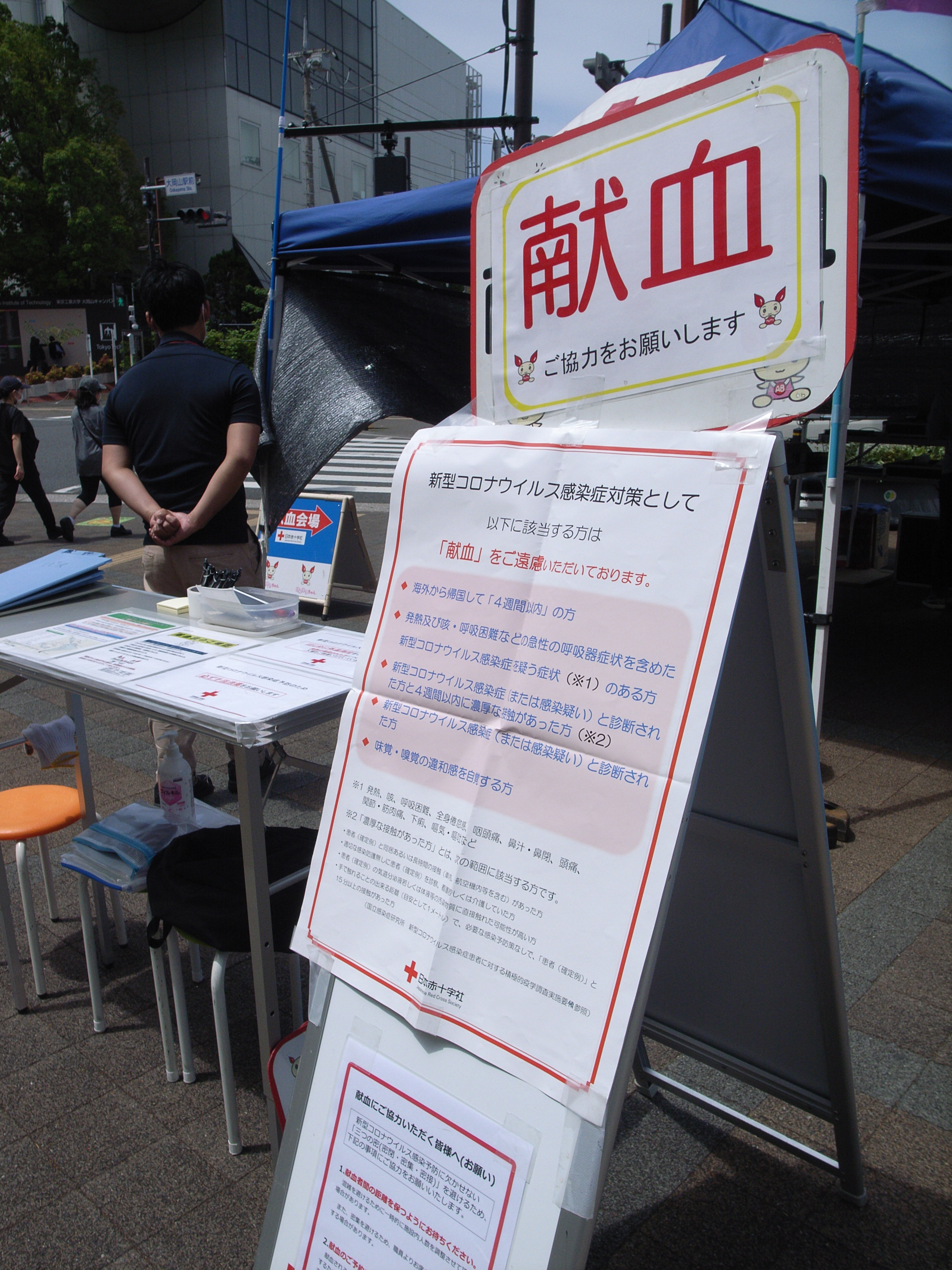
献血設有条件，防止懷疑感染（血液污染）

- 4月21日，由於政府發出緊急事態宣言，前往献血室的人減少，日本赤十字社等機構擔心医用血液出現不足，指「献血不屬於不必要、非急切的外出」，呼籲外界幫助獻血[108]。另外，由於COVID-19患者献的血是污染血液，COVID-19確診個案（含懷疑個案），有發燒、咳嗽等可能感染COVID-19的人，以及自己感覺味覺、嗅覺不正常的人將被拒絕獻血；職員採血前亦會對獻血者探熱，若發現發燒症狀，將不被允許獻血[109]。
- 4月22日，MK宣布，免費支援京都市内感染症指定医療機關等的医生及護士等人員通勤需求，向市内15個地方派出大型的士，在医療人員住處及醫院間往返。運行時間為早間7時至翌日凌晨1時，暫定運行至5月6日，並計劃向營運地區的大阪市、神戶市、東京都等7個自治体提出類似申請[110]。
- 4月23日，政府準備將医藥品及医療器械這2個行業加入需事先申請審查的「指定業種」，透過加強外国為替及外国貿易法，防止海外企業收購這些日本企業，以保障公共衛生安全[111]。
- 4月25日，理化学研究所及神戶大学等的研究團隊開始研究噴嚏及咳嗽等的飛沫如何飛散。研究使用超級電腦「富岳Fugaku」進行，找出通勤電車及公司中COVID-19如何傳播，幫助防疫[112]。
- 5月6日，茨城縣保險医協会表示，向898間会員医療機構實施問卷調查後，有285間機構回覆，當中42間機構（14.7%）回答「遭遇風評被害」。調查並顯示有慢性疾病患者避免就診，產生醫療風險。有醫院被訛傳「出現冠狀病毒患者」，引發民眾查詢，有護士家人被要求「不應讓兒童去上學」[113]。
- 5月10日，政府將在5月中集中全国醫院資訊，製成資料庫使用。資料庫由内閣官房與厚生労働省共同設置，「資訊通信基盤中心」負責運營，相關省廳及自治体可分享資料，有利於派發医用物資及確定重症患者送去哪一間醫院。資料庫將透過專門網站，收集全国約8000間醫院的「門診、入退院者数」「病床使用状況」「人工呼吸器使用状況」「病毒檢測次数」「医用口罩、防護服儲備数」等資訊。此前是都道府縣及政令市自行收集資訊，並向政府報告[114]。
- 5月12日，厚生勞動省將在21個自治体試行網絡管理確診個案資訊的「新型冠狀病毒感染者資訊把握、管理支援系統」，並於月中正式引入全国。保健所及医療機構可輸入檢測結果、活動歷史、体温及症状等，自宅療養患者可透過智能電話等輸入資訊，當局指將「提高工作效率，更準確掌握現實情況」[115]。
- 5月13日，大阪府知事吉村洋文表示，將在5月引入「大阪冠狀追跡系統」，追蹤可能與確診個案有接触的人。若店鋪及多人設施出現確診個案，當時同在一個地方的人將直接收到郵件通知，促請他盡速諮詢保健所，防止感染群組的產生及擴大。府會請商戶透過網站，取得固定QR碼並在店內貼出，顧客可用智能電話讀取條碼，向府登記自己的郵件地址[116]
- 5月16日，美國的大学分析顯示，病毒每半個月便有變異，現在已有17個種類，在全世界傳播。研究者透過病毒基因序列，分析感染路徑及變異情況，發現病毒主要可分為「中国型」「欧洲型」「美国型」。「Nextstrain」表示，1月中旬，中国型病毒由中国武漢散播至全世界，1月下旬～2月上旬，欧洲型病毒又傳播至各国，不斷變異的病毒3～5星期即越過国境。国立感染症研究所認為，1～2月由中国傳入日本的病毒成功受控，3月起欧洲型病毒又在全国擴散。在欧洲肆虐的病毒透過回国者傳入，從防疫措施不足的城區傳染至全国[117]。
- 5月18日，大阪府及大阪市將大阪市立十三市民醫院用作冠狀病毒患者專門醫院。為防「第2波」疫情發生後醫療體系崩潰，當局決定，醫院將專門接收中等症狀患者。松井市長表示，「作用是令患者在中等症狀時得到治療，以免演變成重症」，「需要有專門醫院，直至疫苗或治療藥物開發完成」。神奈川縣及兵庫縣亦有用大規模醫院接收患者，但將整個醫院用作專門醫院的情況較為罕見[118]。
- 5月18日，日本病院会、全日本病院協会、日本医療法人協会調查全国4332間醫院後，發現接收確診個案的醫院平均利潤率為超過10%的赤字。主要原因是患者数減少，門診初診患者数相比1年前減少4成，接收確診個案的醫院病床利用率為67.1%，較1年前下降10個百分點[119]。
- 5月21日，厚生勞動省開設医療人員招聘網站，應對醫院及保健所的人手不足問題。網站招聘医生、護士、醫務化驗師、臨床工程、保健師等。全国約8500間医療機構及保健所可將機構招聘資訊發布至「医療人材Matching Center」網站，供有意者應聘[120]。
- 5月23日，厚生勞動省考慮開特例，將治療重症確診個案的醫院，診療報酬提升至3倍。診療報酬此前已於4月18日提升至2倍，當局計劃進一步提升，以支援經營惡化的醫院。確診個案相較其他重症患者需要更多人手應對，因此需要特別報酬。日本病院会等3個團体的調查顯示，269間醫院的4月利潤率為負11.8%。對於中等症狀患者，每個入院日的報酬亦會增加[121]。
- 5月23日，政府開始討論，分階段放寬對疫情放緩国家及地區的入境限制。現行入境限制將延至6月中，考慮對方的疫情放緩情況、經濟連結及人員往來的必要性，綜合判断受限国家。當局計劃於25日，將入境限制擴展至111個国家及地區，政府高官認為「判断時，需要考慮防疫與經濟再生的平衡」。有關已發行簽證暫停生效及請求入国者隔離14日的措施，政府就決定將5月末失效的期限再延長1個月。茂木外相表示將分階段放寬，稱「經營者、專門人材、留学生及觀光旅客優先」。經濟再生大臣西村表示，「希望6月與TPP（跨太平洋伙伴全面及進展協定）的澳洲、紐西蘭及越南交換意見」[122]。
- 5月25日，在各界呼籲戴口罩防疫時，日本小兒科医会公布面向家長的警告信，指「不到2歲的小童戴口罩很危險，無需口罩」。乳兒氣道狭窄，肺功能亦不發達，戴上口罩後會呼吸困難，給肺及心臟造成負担，增加窒息及高熱風險。口罩亦會令家長不容易看到嘴唇或臉頰顏色變化，難以發現身體不適[123]。
- 6月2日，厚生勞動省於5月13日指示各都道府縣，需指定接收懷疑個案的医療機構。截至5月19日，有27個都道府縣已指定接收的医療機構，岩手、茨城、栃木、三重、京都、岡山、廣島、長崎等8府縣並未指定，青森、宮城、秋田、福島、群馬、千葉、長野、香川、熊本、大分、宮崎、鹿兒島等12縣表示正在考慮[124]。
- 6月4日，讀賣新聞統計發現，截至5月31日，全国自治体公布的「医療相關人士」確診個案已有1590宗。當中816名医療相關人士有職業資訊，498人為「看護職」，佔61%（男性59人，女性432人，不明7人），年齡段最多為20多歲，有144人。除223名医生，44名医療事務職員外，亦有確診個案是牙医、藥劑師或物理治療師。順天堂大学的堀教授認為，「在各地疫情擴大下，有醫院無法熟練應對傳染病，需要国家及自治体提供人員及物資雙方面支援」[125]。
- 6月4日，全国知事会因應COVID-19疫情，設立計劃組整理及分析資訊，分享都道府縣的應對措施。計劃組收集、分析及分享感染路徑、疾病叢聚發生情況及應對策略，高齡者等弱者的防疫措施，自治体與保健所的合作体制，医療及各項檢測体制等各種資訊，應對未來疫情[126]。
- 6月4日，大阪府有80%的COVID-19專用病床陷入空置，衍生出專用病床的處理問題。處理時既需考慮對第2波疫情的應對準備，亦要考慮重症急救診療及手術停止下，對地域医療產生的影響，面臨困難判断[127]。